# Dethklok
Dethklok – wirtualny zespół melodic deathmetalowy stworzony przez Brendona Smalla i Tommy’ego Blachę na potrzeby animowanego serialu Metalocalypse, opowiadającego o członkach rzeczonego zespołu.  
Równolegle powstał "realny" zespół pod tą samą nazwą, któremu przewodzi Brendon Small, autor tekstów i piosenek, a także gitarzysta, basista, wokalista i keyboardzista.

## Dyskografia
| The Dethalbum                           | - Data: 25 września 2007 - Wydawca: Williams Street Records     | –  | – |                 |
| Dethalbum II                            | - Data: 29 września 2009 - Wydawca: Williams Street Records     | 15 | 2 | - USA: 45 tys.+ |
| Dethalbum III                           | - Data: 16 października 2012 - Wydawca: Williams Street Records | 10 | 3 | - USA: 20 tys.+ |
| The Doomstar Requiem – A Klok Opera     | - Data: 27 października 2013 - Wydawca: BS Records              | –  | – |                 |
| „–” oznacza, że album nie był notowany. |                                                                 |    |   |                 |

## Nagrody i wyróżnienia
| Rok  | Kategoria               | Tytułem       | Nagroda                     | Nota      | Źródło |
| ---- | ----------------------- | ------------- | --------------------------- | --------- | ------ |
| 2009 | Best International Band | Dethklok      | Revolver Golden Gods Awards | Laur      | [ 8 ]  |
| 2013 | Best Guitarist          | Brendon Small | Revolver Golden Gods Awards | Nominacja | [ 9 ]  |
| 2013 | Best Drummer            | Gene Hoglan   | Revolver Golden Gods Awards | Nominacja | [ 9 ]  |